# Ricardo Paes Mamede
Ricardo Nuno Ferreira Paes Mamede (Coimbra, 1974) é um economista e professor universitário português. É professor de Economia Política no ISCTE – Instituto Universitário de Lisboa e um dos autores do blogue Ladrões de Bicicletas.

## Biografia
Frequentou a Escola Secundária de Odivelas. Licenciou-se em Economia pelo Instituto Superior de Economia e Gestão, em 1996, e, na mesma instituição, fez o mestrado em Economia e Gestão de Ciência e Tecnologia, em 1999. Doutorou-se em Economia pela Universidade Bocconi, em Itália, em 2006.
É professor auxiliar e subdirector do Departamento de Economia Política do ISCTE – Instituto Universitário de Lisboa, onde leciona desde 1999. Foi director de serviços de Análise Económica e Previsão no Gabinete de Estratégia e Estudos do Ministério da Economia e da Inovação, entre 2007 e 2008. Foi coordenador do Núcleo de Estudos e Avaliação do Observatório do Quadro de Referência Estratégica Nacional (QREN), entre 2008 e 2014.
É atualmente director do Mestrado em Economia e Políticas Públicas do ISCTE-IUL e, desde 2017, membro do Conselho Económico e Social, eleito na qualidade de “personalidade de reconhecido mérito”.
É ainda comentador no programa de televisão Tudo É Economia, da RTP3, tendo participado anteriormente noutro programa da mesma estação, Números do Dinheiro.